# Robert Nápravník
Robert Nápravník (17. června 1839, Humpolec – 28. února 1877, Vlašim) byl novinář a překladatel románů a divadelních textů, zejména z francouzštiny a italštiny. Používal pseudonymu J. Drn.

## Život
Pocházel z kupecké rodiny. Jeho sestra byla herečka Arnoštka Libická (1835-1893). Vystudoval gymnázium v Německém Brodě a právnickou fakultu v Praze (doktorát získal roku 1867). Za svých studií se podílel na veřejném životě redakčních prací v Hlasu a Národních listech. Jako jejich odpovědný redaktor byl souzen pro tiskové přečiny a jen amnestie ho uchránila před vězením. V roce 1867 mu byla vrácena procesem odňatá politická práva, o rok později se stal členem výboru spolku Slovanská lípa. Aktivně působil v Akademickém čtenářském spolku(1858 a 1861 byl předsedou) a v Umělecké besedě (od 1863), kde se stal předsedou Literárního odboru. Přátelil se s literáty z okruhu Národních listů, zejména s Janem Nerudou. Po dosažení doktorátu vykonával v Praze advokátskou praxi. Roku 1874 se usídlil ve Vlašimi a zanechal literární práce.

## Dílo

### Překlady
- Victor Hugo: Námořní dělníci (1868)
- Victor Hugo: Muž, který se směje (1869)
- Édouard Lefebvre de Laboulaye: Princ Pudlík (1869)
- Jules Verne: Cesta do Měsíce (1870)
- Jules Verne: Cesta kolem světa za 80 dní (1873)
- Théodore de Banville: Gringoire (1873)
- Jules Verne: Pět neděl v balóně (1874)